# Provvedimenti contro i fanatici
Provvedimenti contro i fanatici (Maßnahmen gegen Fanatiker) è il titolo di un cortometraggio girato da Werner Herzog nel 1968, poco prima di un viaggio in Africa.
Nel film si susseguono brevi interviste a fantini o a personaggi non meglio identificati che discutono sui mezzi per "proteggere i cavalli dai fanatici".  Ciascuno dei diversi personaggi parla fissando la macchina da presa anche quando ciò sia molto scomodo (un personaggio, ad esempio, viene ripreso dall'alto).

## Distribuzione
In Italia il film è reperibile nel DVD I corti di Werner Herzog, edito dalla Rarovideo, e in quello di Paese del silenzio e dell'oscurità della Ripley's Home Video.